# 浅呼吸

图 6：使用肋骨肌肉进行浅呼吸

浅呼吸（英語：Shallow breathing）又称为胸式呼吸，是将少量气息吸入肺部，通常是使用肋间肌将空气吸入胸腔，而不是通过横膈膜将空气吸入整个肺部。浅呼吸可导致或表现为呼吸急促和通气不足的症状。大多数呼吸浅的人一整天都是如此，他们几乎总是不知道这种情况。

锁骨呼吸动画。

在上肺叶呼吸或锁骨呼吸中，空气主要通过抬高肩膀和锁骨以及在吸气过程中同时收缩腹部而吸入胸部。这种方式只能在短时间内吸入最大量的空气，因为这需要持续的发力。

## 状况
有几种情况以浅呼吸为特征，或有浅呼吸的症状。这些病症中较常见的包括：各种焦虑症、哮喘、过度换气、肺炎、肺水肿和休克。焦虑、压力和惊恐发作通常伴随着浅呼吸。
过度浅呼吸，医学上也被称为低通气，可能会导致换气不足，这可能导致二氧化碳积聚在一个人的体内，这种症状称为高碳酸血症。这是一种与神經肌肉疾病（NMDs）相关的疾病，包括肌萎缩性脊髓侧索硬化症、肌肉萎缩症、脊髓灰质炎、脊髓灰质炎后综合征等。如果诊断不当，或者被忽略，则情况严重。在进行睡眠研究后，它通常被视为“睡眠障碍”，但“睡眠研究不能诊断浅呼吸（JR Bach，MD）。”严重的症状最常在睡眠时出现，因为当人体睡眠时，肋间肌不执行呼吸动作，所以由横膈膜来完成，而NMD患者的横膈膜常常受损。
很多时候，在睡眠研究之后，当有人使用正压呼吸器 (PAP) 通气失败时，他们会在晚上接受鼻吸氧；如果没有明确证据表明氧饱和度为 94% 或更低，则不应使用此方法；不明智地使用氧气（这是一种处方药）可能会导致脑损伤。 
此外，患有呼吸疾病的脊髓灰质炎幸存者和其他患有 NMD 的人可能会接受气管切开术（在颈部进行呼吸手术）。任何在睡眠期间出现症状的人都必须寻求神经肌肉呼吸疾病方面的专家。
确定浅呼吸的测试很简单，可由知识渊博、有执照的呼吸治疗师在床边进行。

## 延伸閱讀
- Bach, J.R. (1999). Guide to the evaluation and management of neuromuscular disease. Philadelphia, PA: Hanley & Belfus.
- Gay, PC., & Edmonds, L.C. (1995). Severe hypercapnia after low-flow oxygen therapy in patients with neuromuscular disease and diaphragmatic dysfunction. Mayo Clinic Proceedings, 70(4), 327-330.
- Hsu, A., & Staats, B. (1998). "Postpolio" sequelae and sleep-related disordered breathing. Mayo Clinic Proceedings, 73, 216-224.
- Krachman, S., & Criner, G.J. (1998). Hypoventilation syndromes. Clinics in Chest Medicine, 19(l),139-155.